# تشارلي بارسونز
تشارلي بارسونز (بالإنجليزية: Charlie Parsons)‏ هو لاعب كرة قاعدة أمريكي، ولد في 18 يوليو 1863 في Covington Township, Tioga County, Pennsylvania ‏ في الولايات المتحدة، وتوفي في 24 مارس 1936 في مانسفيلد في الولايات المتحدة.

## وصلات خارجية
- تشارلي بارسونز على موقعبيزبول رفرنس.كوم (الدوري الرئيسي) (الإنجليزية)